# 삼국협상

1914년 삼국동맹(갈색)과 삼국협상(녹색)의 공식 및 비공식 군사 및 외교 관계

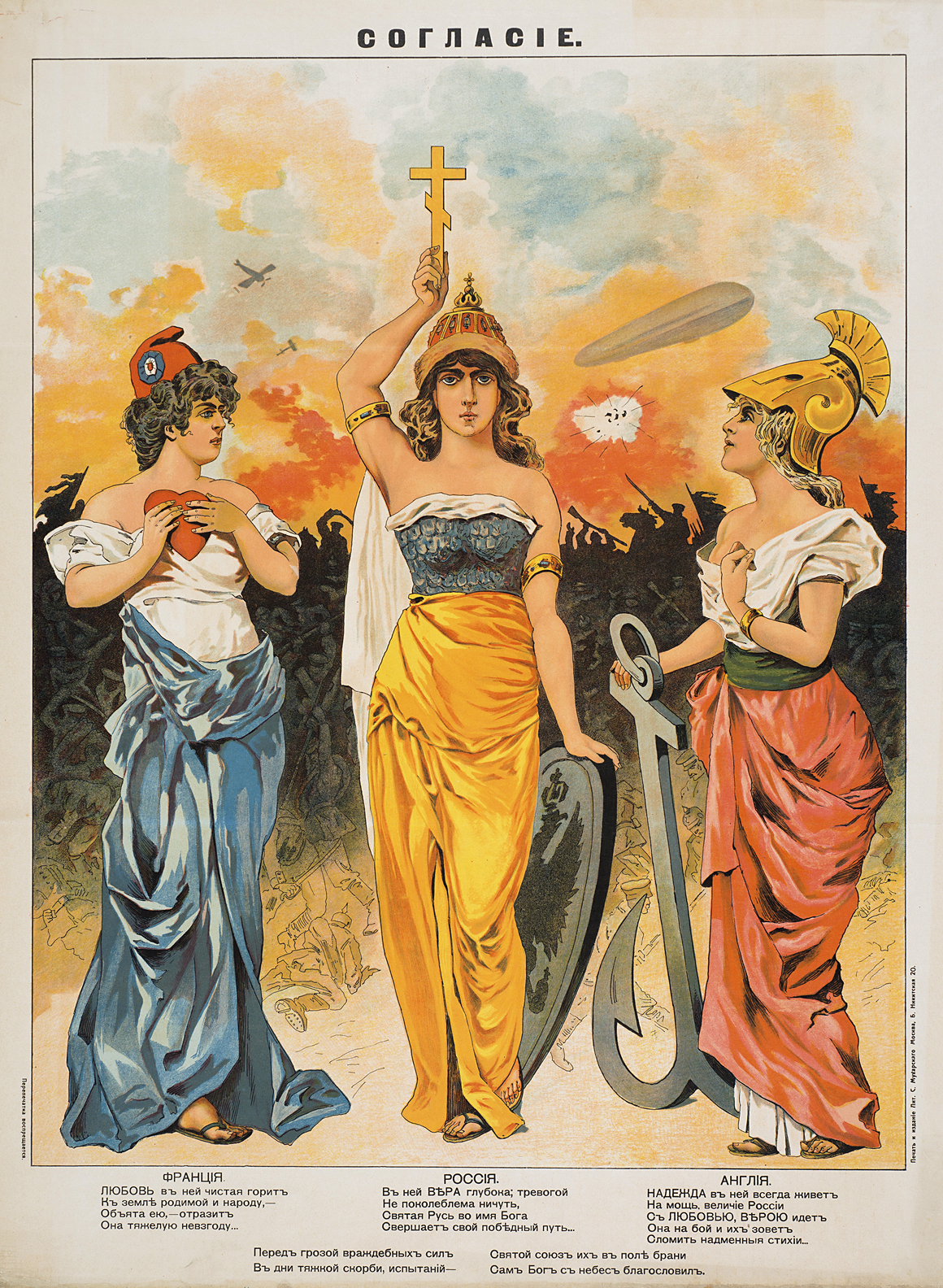
1914년 러시아에서 제작된 삼국협상 포스터. 상단에는 "합의"라고 쓰여 있다. 닻(해군, 희망을 의미함)을 든 불확실한 영국의 브리타니아(오른쪽)와 심장(사랑을 의미함)을 든 프랑스의 마리안(왼쪽)이 다가오는 전쟁에서 그들을 이끌기 위하여 러시아 정교회 십자가(신앙을 의미함)를 든 결연한 어머니 러시아(가운데)를 바라보고 있는 모습을 띠고 있다.

삼국협상(三國協商, 영어: Triple Entente 트리플 안탄트[*], 프랑스어: Triple-Entente 트리플 앙탕트[*], 러시아어: Тройственная Антанта 트로이스트벤나야 안탄타[*])은 영국(그레이트브리튼 아일랜드 연합왕국), 러시아(러시아 제국), 프랑스(프랑스 제3공화국) 3개국이 제1차 세계 대전 이전에 형성한 비공식적인 이해 관계를 의미한다.
삼국협상은 1894년에 형성된 러시아와 프랑스 간의 러불 동맹, 1904년에 형성된 영국과 프랑스 간의 영불 협상, 1907년에 형성된 영국과 러시아 간의 영러 협상을 기반으로 하여 형성되었다. 또한 독일 제국, 오스트리아-헝가리 제국, 이탈리아 왕국 간의 삼국동맹에 대한 강력한 대응력을 형성했다. 삼국동맹이나 러불동맹과는 달리 삼국협상은 상호 방위 동맹이 아니었다.
1907년에 체결된 불일 동맹은 프랑스가 일본 제국, 러시아 제국, 영국 간의 비공식적인 동맹 관계를 형성하하는 데에 중요한 역할을 했다. 일본은 프랑스에서 대여받기를 원했는데 프랑스는 러일 협정, 인도차이나반도에 위치한 프랑스의 전략적으로 취약한 소유지에 대한 일본의 보증을 조건으로 대여를 승인했다. 이를 계기로 제1차 세계 대전의 삼국협상 연합이 형성되었다.
1914년에 제1차 세계 대전이 발발하면서 삼국협상을 형성한 3개국은 모두 독일 제국, 오스트리아-헝가리 제국을 중심으로 한 동맹국에 맞선 연합국 진영에 합류했다. 삼국협상의 당사국들은 1914년 9월 4일에 별도의 평화 협정을 체결하지 않고 3자 간에 합의된 평화 협정만을 요구하는 선언문을 발표했다. 역사학자들은 동맹 시스템의 중요성이 제1차 세계 대전의 원인 가운데 하나였는지에 대한 논란을 제기하고 있다.

## 동맹 시스템
1870년부터 1871년까지 일어난 프로이센-프랑스 전쟁에서 프로이센과 동맹국들은 프랑스 제2제국을 무너뜨리고 프랑스 제3공화국을 수립했다. 프로이센은 프랑크푸르트 조약에서 프랑스가 알자스-로렌을 새로운 독일 제국에 양도할 것을 강요했고 프랑스와 독일 제국 간의 관계는 악화하기에 이른다. 프랑스는 독일의 군사 발전이 확대되는 것을 두려워했기 때문에 독일의 침략을 막기 위한 자체적인 군수 산업과 독자적인 군대를 구축하기 시작했다.
러시아는 1873년에 오스트리아-헝가리 제국, 독일과 함께 형성한 삼제 동맹의 일원이었다. 이 동맹은 오토 폰 비스마르크 독일 수상이 프랑스를 외교적으로 고립시키기 위하여 제시한 계획의 일부였다. 비스마르크는 프랑스의 보복주의적인 열망이 1871년에 프로이센-프랑스 전쟁으로 인하여 발생한 손실을 되찾으려는 시도로 이어질 것이라고 우려했다. 또한 삼제 동맹은 또한 보수주의적인 통치자들이 불안하다고 생각한 제1인터내셔널과 같은 사회주의 운동에 반대하는 역할을 했다. 그러나 이 동맹은 민족주의의 부상, 오스만 제국의 지속적인 쇠퇴를 계기로 오스만 제국의 지배를 받고 있던 발칸반도의 여러 지방에서 일어난 독립 투쟁을 중심으로 한 러시아와 오스트리아-헝가리 제국 간의 긴장이 고조되면서 큰 어려움을 겪었다.
독일과 오스트리아-헝가리 제국은 1879년 10월에 유럽에 대한 러시아와 프랑스의 이해에 대응하기 위하여 독오 동맹을 형성했는데 1882년 5월에 이탈리아가 합류하면서 삼국동맹이 형성되었다. 특히 1885년에 일어난 세르비아-불가리아 전쟁, 1877년부터 1878년 사이에 일어난 러시아-튀르크 전쟁에서 얻은 이득을 러시아가 속았다고 느끼게 한 1878년 베를린 조약의 여파로 인하여 발칸반도의 상황은 1887년에 동맹이 형성되는 것을 막았다.
비스마르크는 1887년에 러시아와 비밀 재보험 조약을 체결했는데 이는 러시아가 프랑스와의 동맹을 맺는 것을 막기 위한 시도였다. 이 조약은 전쟁이 발발하면 독일과 러시아 양국이 중립을 지킬 것을 보장받았다. 그러나 러시아와 프랑스 간의 화해가 증가하자 비스마르크는 1887년에 독일의 금융 시장에서 러시아를 제외시키면서 1890년에 조약이 갱신되는 것을 막았고 독일과 러시아 간의 동맹은 종말을 고했다. 1890년에 비스마르크가 강제로 사임하면서 독일의 젊은 카이저였던 빌헬름 2세는 세계에 대한 독일 제국의 영향력과 지배력을 높이기 위하여 자신의 제국주의적인 "세계정치"에 착수했다.

## 러불 동맹
러시아는 유럽의 6대 강대국 가운데 가장 많은 인구를 보유하고 있었지만 경제적으로는 가장 낙후된 나라이기도 했다. 러시아는 독일에 대한 프랑스의 고민을 공유했다. 독일은 오스만 제국의 지원 요청을 승인하는 한편 영국의 림퍼스 제독과 함께 오스만 제국 군대를 재편하기 시작했다. 이에 러시아는 독일이 러시아 전체 수출량의 2/5 정도를 수송하는 중요한 무역 동맥인 다르다넬스 해협을 장악하는 것을 우려했다.
러시아는 발칸반도의 세력권을 놓고 오스트리아-헝가리 제국과의 경쟁을 벌이고 있었다. 그러나 1890년에 재보험 조약이 갱신되지 않으면서 러시아의 정치 지도자들은 그 나라의 외교적인 고립에 대한 경각심을 갖게 되었다. 러시아는 1894년에 러불 동맹을 형성했다.
프랑스는 삼국동맹에 대한 강력한 대응책을 마련하기 위하여 형성된 러불 동맹에 합류하면서 러시아와의 강한 유대 관계를 형성했다. 프랑스의 주요 관심사는 프랑스를 독일의 공격으로부터 보호하고 알자스-로렌을 수복하는 것이었다.

## 영불 협상
영국은 19세기의 마지막 10년 동안에 거대한 해외 제국인 대영제국을 방어하는 데에 주된 초점을 맞추면서 "화려한 고립" 정책을 계속했다. 그러나 1900년대 초반까지 독일의 위협은 극적으로 증가했고 영국은 동맹이 필요하다고 생각했다. 영국은 독일의 제안을 거절하면서 서곡을 만들었고 프랑스, 러시아에 대한 화답을 보냈다.
영국과 프랑스는 1904년에 식민지에 대한 분쟁을 해결하는 것을 목표로 한 영불 협상에 서명했는데 이는 영국의 화려한 고립 정책에 대한 종말을 예고했다. 프랑스와 영국은 1904년에 북아프리카의 영향권에 대한 5개의 별도 협정을 체결했다. 제1차 모로코 위기는 나중에 독일의 팽창주의에 대한 명백한 두려움으로부터 영국과 프랑스 양국 간의 협력을 장려했다.

### 독일과의 해군력 경쟁
전통적으로 바다를 지배하던 영국은 1909년까지 독일 해군을 영국 해군에 대한 심각한 위협으로 보았다. 영국은 기술 면에서 드레드노트가 등장했을 정도로 상당히 앞서 있었고 주요 건설 프로그램으로 대응했다. 영국은 독일이 결코 경쟁할 수 없는 왕립해군을 건설했다. 영국은 영국-독일 해군력 경쟁에서 비롯되는 마찰을 줄이기 위해 1912년 2월에 제1대 홀데인 자작 리처드 홀데인을 독일 베를린으로 보냈다. 하지만 독일이 독일을 침략자라고 말할 수 없는 전쟁에 참전해야 한다면 중립을 유지하겠다는 영국의 약속과 "해군 휴일"을 연계하려 했기 때문에 임무는 실패로 끝났다. 제라 스테이너는 "그것은 지난 6년 동안 매우 조심스럽게 길러졌던 모든 협상 시스템을 포기하는 것을 의미했을 것이다. 독일의 침략에 대한 공포에 대항하기 위한 독일의 양보는 없었다."고 설명했다. 결과적으로 영국은 독일이 회담을 실패로 이끄는 전쟁을 시작하지 않았더라도 독일을 공격하는 국가에 합류할 권리를 보유했다. 독일의 역사가인 디르크 뵝커는 "확실히 해군 경쟁은 초기에 결정되었다. 정치 지도자들과 외교관들은 그것을 쟁점으로 분류하는 방법을 배웠으며 그것이 1914년에 전쟁을 위한 결정을 야기하지 않았다. 그러나 해군 경쟁은 상호 적대감과 불신의 분위기를 조성하여 평화적 외교와 공동 이해 관계에 대한 대중의 인정을 위한 공간을 제한하고 유럽에서의 전쟁으로 가는 길을 닦는 데 도움이 되었다."고 설명했다.

### "삼국협상은 동맹이 아니었다"
삼국협상은 삼국동맹, 러불동맹과는 달리 상호 방위 동맹이 아니었기 때문에 영국은 1914년에 자유롭게 독자적인 외교 정책 결정을 내렸다. 에어 크로이 영국 외무부 사무관은 "물론 근본적인 사실은 삼국협상이 동맹이 아니라는 것이다. 궁극적인 비상 사태의 목적상 그것은 전혀 실체가 없는 것으로 판명될 수 있다. 왜냐하면 삼국협상은 단지 마음 한구석에 지나지 않기 때문에 두 나라의 정부가 공유하고 있지만 모든 내용을 잃을 정도로 모호해질 수도 있고, 또한 그렇게 될 수도 있는 일반적인 정책의 관점에 지나지 않기 때문이다."라고 설명했다.

## 영러 협상
러시아는 러일 전쟁에서 굴욕적인 패배를 기록하면서 1905년 러시아 혁명의 원인을 제공했고 입헌군주제로의 명백한 변화를 상실했다. 동맹 관계는 일본과의 전쟁에서 불필요한 것으로 인식되었지만 삼국동맹의 위협에 대응하기 위한 차원에서 유럽에서 가치가 있었다. 토마셰프스키는 러시아의 관점에서 1908년부터 1914년까지의 삼국 관계의 발전에 대해 제1차 세계 대전이 발발한 이후의 다양한 위기를 극복하고 완전한 동맹으로 부상한 불안정한 이해 관계의 발전으로 묘사했다.
1907년에 타결된 영러 협상은 페르시아, 아프가니스탄, 티베트에 대한 일련의 오랜 분쟁을 해결하고 그레이트 게임이라는 별명을 가진 영국과 러시아 간의 중앙아시아에서의 경쟁 관계를 끝내기 위한 시도였다. 또한 근동에서 독일의 영향력을 확대한 바그다드 철도에 대한 영국의 두려움을 해소하는 데에 일조했다.

## 삼국동맹의 운영
삼국동맹의 출현이 반드시 2개의 반대 세력권으로 영구적인 분열을 고정시키는 것은 아니었지만 상황은 여전히 유동적이었다. 독재적인 러시아 제국과 유럽의 양대 민주주의 국가 간의 결합은 양측 모두에서 논란이 되었다. 러시아의 많은 보수주의자들은 세속적인 프랑스를 불신했고 근동에서의 러시아의 영향력을 차단하기 위한 영국의 과거 외교 전략을 상기했다. 결국 프랑스와 영국의 유명한 언론인들, 학자들, 그리고 의회 의원들은 러시아의 반동적인 차르주의 정권에 대한 반감을 가졌다. 영국과 프랑스의 정치인들은 1917년에 러시아에서 일어난 2월 혁명을 계기로 니콜라이 2세 황제가 폐위되고 러시아 임시 정부가 수립되면서 안도감을 표명했지만 전시 상황에서 불신은 계속되었다. 로마노프가를 위한 망명 제안은 영국의 국왕이 대중들의 반응을 두려워 하여 철회하기도 했다. 또한 프랑스는 폐위된 러시아의 차르 망명 문제를 함께 거론하지 않았다.

## 같이 보기
- 제1차 세계 대전의 원인
- 소협상

## 참고 문헌
- Andrew, Christopher. Théophile Délcassé and the Making of the Entente Cordiale, 1898–1905 (1968).
- Clark, Christopher. The Sleepwalkers: How Europe went to war in 1914 (2012), pp. 124–35, 190–96, 293–313, 438–42, 498–505.
- Coogan, John W.; Coogan, Peter F. (Jan 1985). “The British Cabinet and the Anglo-French Staff Talks, 1905-1914: Who Knew What and When Did He Know It?”. 《Journal of British Studies》 24 (1): 110–131. doi:10.1086/385827. JSTOR 175447.
- Fay, Sidney Bradshaw. The Origins of the World War (2nd ed. 1934) vol 1 pp 105–24, 312–42, vol 2 pp 277–86, 443–46 online
- Henig, Ruth Beatrice (2002). The origins of the First World War (Routledge. ISBN 0-415-26185-6)
- Keiger, John F.V. (1983년 10월 27일). 《France and the Origins of the First World War》. Macmillan International Higher Education. ISBN 978-1-349-17209-2.[깨진 링크(과거 내용 찾기)]
- Kennan, George F. The fateful Alliance: France, Russia, and the coming of the First World War (Manchester UP, 1984).
- Kronenbitter, Günther (2019년 8월 15일). “Alliance System 1914”. 《1914-1918 online:International Encyclopedia of the First World War》. 2019년 10월 25일에 확인함.
- Langhorne, Richard (1971년). “VII. The Naval Question in Anglo-German Relations, 1912–1914”. 《The Historical Journal》 14 (2): 359–370. doi:10.1017/S0018246X0000964X. ISSN 0018-246X. JSTOR 2637960.
- MacMillan, Margaret. The war that ended peace: The road to 1914 (2013) pp 142–211.
- Maurer, John H. (1992년). “The Anglo-German Naval Rivalry and Informal Arms Control, 1912-1914”. 《Journal of Conflict Resolution》 36 (2): 284–308. doi:10.1177/0022002792036002004. ISSN 0022-0027. JSTOR 174477.
- Murray, C. Freeman. The European Unity League in the past before the war (1914)
- Neilson, Keith. Britain and the Last Tsar: British Policy and Russia, 1894–1917 (Oxford, 1995).
- Schmitt, Bernadotte. Triple Alliance and Triple Entente (1971)
- Sontag, Raymond. European Diplomatic History: 1871–1932 (1933), basic short summary online
- Steiner, Zara S. Britain and the origins of the First World War (1977).
- Tomaszewski, Fiona. "Pomp, Circumstance, and Realpolitik: The Evolution of the Triple Entente of Russia, Great Britain, and France." Jahrbücher für Geschichte Osteuropas vol. 3 (1999): 362–380. in JSTOR, in English
- Tomaszewski, Fiona K. A Great Russia: Russia and the Triple Entente, 1905–1914 (Greenwood, 2002); excerpt and text search
- White, John Albert. Transition to Global Rivalry: Alliance Diplomacy & the Quadruple Entente, 1895-1907 (1995) 344 pp. re France, Japan, Russia, Britain

### 기초 문헌
- Scott, James Brown (1918년). “Lord Haldane's Diary of Negotiations Between Germany and England in 1912”. 《The American Journal of International Law》 12 (3): 589–596. doi:10.2307/2188240. ISSN 0002-9300. JSTOR 2188240.*